# Nahapetavan
Nahapetakan là một đô thị thuộc tỉnh Shirak, Armenia. Dân số ước tính năm 2011 là 1227 người.